# Čelopek
Čelopek es un pueblo ubicado en el municipio de Staro Nagoričane, en la región Noreste, Macedonia del Norte.

## Superficie
Posee una superficie de 15,65 kilómetros cuadrados.

## Demografía
Hasta 2021 la población era de 165 habitantes, con una densidad de población de 10,54 habitantes por kilómetro cuadrado.